# 蔡其皓
蔡其皓（CHOI Ki Ho，1991年5月5日—），香港單車運動員，擅長於公路及場地單車賽，於19歲時贏得2010年亞洲運動會團體追逐賽銀及2010年世界杯場地麥迪遜賽冠軍, 20歲時贏得環韓國際多日賽總冠軍，於2012年參加2012年夏季奧林匹克運動會全能賽第16名完成,整個單車生涯共獲得一百三十多個獎項。

## 簡歷
蔡其皓2002年，參與香港體育學院的「明日之星計劃」，加入香港單車代表隊訓練。中學時期就讀保良局胡忠中學。2008年4月，他奪得亞洲錦標賽男子青年組個人公路賽銀牌；同年會考放榜後正式投身全職運動員行列。
2010年，蔡遠赴歐洲的國際單車聯盟培訓中心進行兩個月特訓；期間曾參與在法國舉行的PRIX DU SAUGEAIS單車公路賽，並獲得季軍；其後，又贏得U23加拿大國家盃公路賽青年組冠軍，由於賽事前20名選手都可獲得國際單車聯會積分，他亦因此得到2010年的U23世界錦標賽參賽資格。
2010年更代表香港參加2010年亞洲運動會，伙拍張敬樂、張敬煒、楊英瀚、郭灝霆和高肇蔚，參加男子团体追逐赛奪得銀牌。同年, 在世界盃場地單車賽北京站，獲得男子麥迪遜賽冠軍。在杜拜舉行的亞洲單車錦標賽賽，男子團體4公里追逐賽季軍。
2011年, 年僅20歲的蔡,取得了2011年環韓國國際多日賽總冠軍, 成為首位奪得此賽冠軍的香港車手, 環韓賽共設9站，總距離為1,335.9公里 。。

2012年8月，蔡代表香港參加倫敦奧運的自行車項目。
同年2012年, 蔡其皓贏得三個國際公路多日賽的總冠軍及一個總季軍。包括環福州永泰單車多日賽總冠軍，並同時獲得代表「大中華最佳車手」的白戰衣和「亞洲最佳車手」的藍戰衣。。在2012年環太湖國際公路單車賽總成績第三名, 佔據代表「大中華最佳」的紅色戰衣和「青年最佳」的藍色戰衣。。之後在環印尼國際自行車賽亦取得總冠軍。2013年在環泰單車多日賽取得總冠軍, 同時協助港隊勇奪團體總冠軍 
2014年，蔡其皓退役後，作多方面嘗試, 一方面就讀商方面的學士學位, 另一方面與一班在房地產投資課程上所認識的朋友，於火炭合資開設麗奇單車倉（Niki Storage）。而單車倉的名稱，則以女友Niki作命名。

## 奧運會成績
2012年倫敦奧運會，蔡其皓獲得參與奧運公路賽的資格，因教練安排下, 轉戰場地全能賽, 最終2012年的奧運會的場地賽全能賽項目以第16名的成績完賽。

## 世界杯成績
蔡其皓曾在2010年於世界杯北京站奪冠

## 歷屆大型賽事紀錄
| 年份   | 比賽                     | 項目             | 成績     |
| 2008年 | 日本亞洲單車錦標賽       | 公路賽           | 亞軍     |
| 2009年 | 北京全國錦標賽           | 4公里個計時賽    | 季軍     |
| 2009年 | 印尼亞洲單車錦標賽       | 記分賽           | 亞軍     |
| 2009年 | 沖繩國際青年公路賽       | -                | 總冠軍   |
| 2009年 | 世界盃場地單車賽(北京站) | 40KM麥迪遜       | 冠軍     |
| 2010年 | 國際自由車環台賽         | 爬山總績分       | 總冠軍   |
| 2010年 | 杜拜亞洲單車錦標賽       | 麥迪遜           | 亞軍     |
| 2010年 | 杜拜亞洲單車錦標賽       | 團體計時賽       | 季軍     |
| 2010年 | 加拿大國家杯公路賽       | U21              | 總冠軍   |
| 2010年 | 第十六屆廣州亞運會       | 團體計時賽       | 亞軍     |
| 2010年 | 環南中國際公路大賽       | -                | 亞軍     |
| 2011年 | 泰國亞洲錦標賽           | 四公里個人追逐賽 | 亞軍     |
| 2011年 | 環韓國國際公路賽         | 總成績           | 總冠軍   |
| 2011年 | 香港錦標賽               | 公路賽           | 總冠軍   |
| 2011年 | 全國錦標賽               | 四公里團體追逐賽 | 冠軍     |
| 2011年 | 全國錦標賽               | 記分賽           | 冠軍     |
| 2012年 | 亞洲錦標賽               | 麥迪遜           | 冠軍     |
| 2012年 | 亞洲錦標賽               | 四公里團體追逐賽 | 冠軍     |
| 2012年 | 香港錦標賽               | 公路賽           | 季軍     |
| 2012年 | 2012年國際自由車環台賽   | 總成績           | 總冠軍   |
| 2012年 | 倫敦奧運會資格           | -                | 獲得     |
| 2012年 | 倫敦奧運會               | 男子單車全能賽   | 第十六名 |
| 2012年 | 環太湖國際自行車賽       | 大中華           | 總冠軍   |
| 2012年 | 環太湖國際自行車賽       | U23              | 總冠軍   |
| 2012年 | 環太湖國際自行車賽       | 總成績           | 總亞軍   |
| 2012年 | 環福州國際自行車賽       | 總成績           | 總冠軍   |
| 2012年 | 環福州國際自行車賽       | 大中華           | 總冠軍   |
| 2012年 | 環福州國際自行車賽       | 亞洲             | 總冠軍   |
| 2012年 | 環福州國際自行車賽       | 第二賽段         | 冠軍     |
| 2012年 | 環福州國際自行車賽       | 第三賽段         | 亞軍     |
| 2012年 | 環印尼國際自行車賽       | 總成績           | 總冠軍   |
| 2012年 | 環印尼國際自行車賽       | 第二賽段         | 總冠軍   |
| 2012年 | 環越南國際自行車賽       | 第一賽段         | 冠軍     |
| 2013年 | 公路亞洲績分             | -                | 總冠軍   |
| 2013年 | 印度亞洲單車錦標賽       | 團體計時賽       | 季軍     |
| 2013年 | 印度亞洲單車錦標賽       | 記分賽           | 亞軍     |
| 2013年 | 印度亞洲單車錦標賽       | 麥迪遜           | 冠軍     |
| 2013年 | 環泰國國際自行車賽       | 總成績           | 總冠軍   |
| 2013年 | 北京全國錦標賽           | 記分賽           | 冠軍     |
| 2013年 | 香港錦標賽               | 公路個人賽       | 冠軍     |

## 代言人
- 維特健靈慈善單車馬拉松2015, 2016, 2017
- BRAUN Action Cam

## 榮譽
- 香港特區政府嘉獎

行政長官社會服務獎狀 （2011年）
- 香港傑出運動員選舉

「香港傑出運動員」（2009年）

## 外部連結
- 蔡其皓出師 立志超阿寶 （页面存档备份，存于） 《星島日報》 2012年8月4日
- 蔡其皓從商棄單車 （页面存档备份，存于） 《蘋果日報》 2013年12月2日